# Svarthalsad skräddarfågel
Svarthalsad skräddarfågel (Orthotomus atrogularis) är en asiatisk fågel i familjen cistikolor inom ordningen tättingar.

## Kännetecken

### Utseende
Svarthalsad skräddarfågel är en typisk skräddarfågel, 11–12 cm lång med grönaktig ovansida och rostfärgad hjässa. Den har relativt lång och nedböjd näbb samt svart bröstband. Honan är karakteristiskt gul på en fläck vid vingknogen samt på undre stjärttäckarna. Det roströda på hjässan är relativt utbrett jämfört med långstjärtad skräddarfågel.

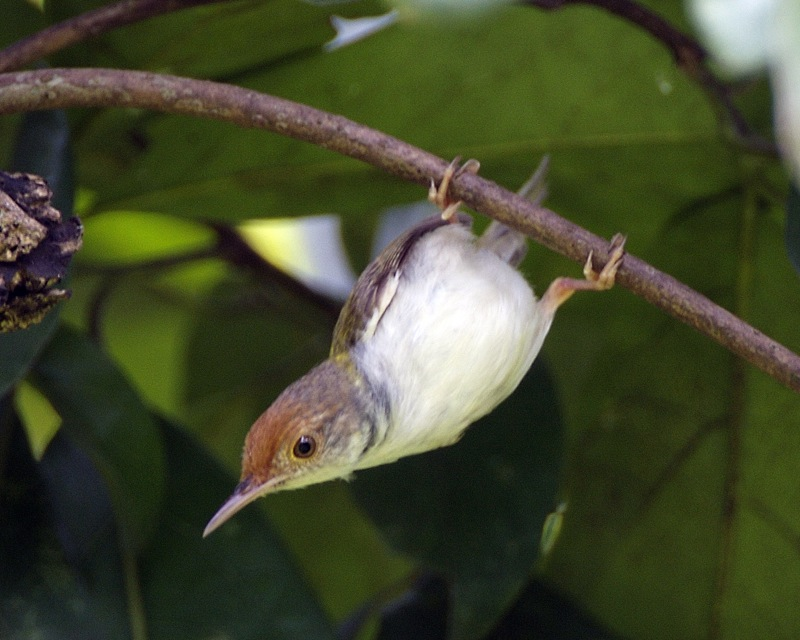

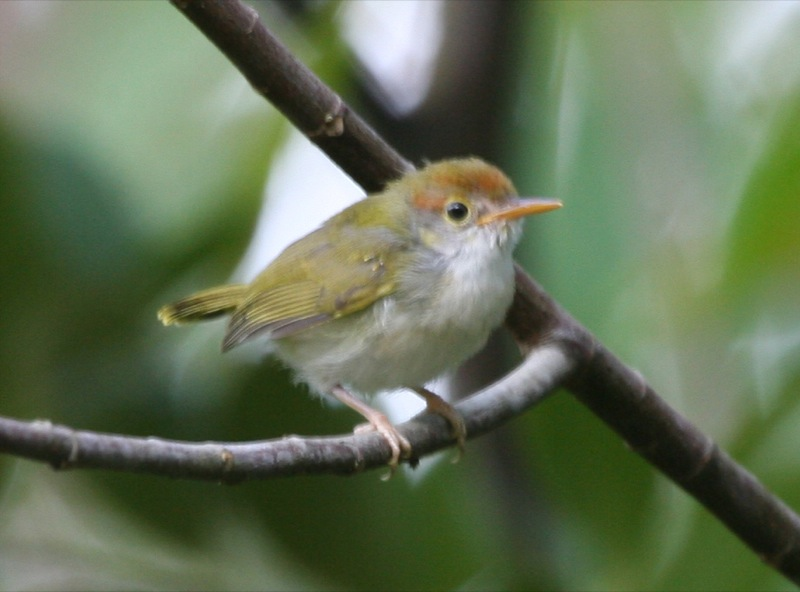
Ungfågel

### Läten
Lätena beskrivs i engelsk litteratur som nasala "krri krri krri" och "tew".

## Utbredning och systematik
Svarthalsad skräddarfågel delas in i fem underarter med följande utbredning:
- Orthotomus atrogularis nitidus – förekommer från nordöstra Indien (Assam) till Myanmar, södra Kina, Thailand och Indokina
- Orthotomus atrogularis atrogularis – förekommer i Malaysia samt på öarna Sumatra, Bangka, Belitung och Borneo
- Orthotomus atrogularis humphreysi – förekommer på norra och östra Borneo
- Orthotomus atrogularis anambensis (synonym: major) - förekommer på Tioman i Natunaöarna och Anambasöarna (Sydkinesiska havet)

Tidigare behandlades drillskräddarfågel som en underart till svarthalsad skräddarfågel. Vidare har svarthalsad skräddarfågel, visayaskräddarfågel och brunpannad skräddarfågel behandlats som en och samma art, men de skiljer sig åt lätesmässigt, morfologiskt och genetiskt.

### Familjetillhörighet
Cistikolorna behandlades tidigare som en del av den stora familjen sångare (Sylviidae). Genetiska studier har dock visat att sångarna inte är varandras närmaste släktingar. Istället är de en del av en klad som även omfattar timalior, lärkor, bulbyler, stjärtmesar och svalor. Idag delas därför Sylviidae upp i ett antal familjer, däribland Cisticolidae.

## Levnadssätt
Svarthalsad skräddarfågel hittas i olika typer av skogar. Fågeln ses vanligtvis i par födosökande lågt i tät växtlighet på jakt nästan uteslutande efter insekter och andra mycket små ryggradslösa djur. Den häckar i samband med regnsäsongen, mellan mars och augusti i nordöstra Indien och februari till september i Sydostasien. Boet är en vävd gräspung.

## Status och hot
Arten har ett stort utbredningsområde, men tros minska i antal, dock inte tillräckligt kraftigt för att den ska betraktas som hotad. Internationella naturvårdsunionen IUCN listar arten som livskraftig (LC). Världspopulationen har inte uppskattats, men den beskrivs som lokalt vanlig.